# Guy Moll
Guillaume Laurent „Guy” Moll (ur. 28 maja 1910 roku w Rivet, zm. 15 sierpnia 1934 roku w Pescara) – francuski kierowca wyścigowy.

## Kariera
Po zakończeniu studiów w 1932 roku Moll wziął udział w małym wyścigu samochodowym Lorraine-Dietrich w Algierii. Świadkiem wyścigu był Marcel Lehoux, który uznał Francuza za wielki talent i zdecydował się pomóc mu w rozwoju jego kariery. Dzięki Lehouxowi Moll wystartował w Grand Prix Oranu 1932, w którym przez długi czas prowadził, jednak awaria mechaniczna wyeliminowała go z wyścigu. W 1932 roku ukończył jedynie Grand Prix Marsylii, gdzie stanął na najniższym stopniu podium. Mając bogatych rodziców Moll zakupił Alfa Romeo Monza na sezon 1933, jednak rozpoczął sezon w starym Bugatti, w którym stanął na drugim stopniu podium w śnieżnym Grand Prix Pau. W Grand Prix Francji został sklasyfikowany na piątym miejscu. W tym samym roku w klasie 3 24-godzinnego wyścigu Le Mans nie dojechał do mety. Jego najlepszym wynikiem w sezonie była druga pozycja w Grand Prix Monzy. Na sezon 1934 Francuz podpisał kontrakt z Ferrari. Już w debiucie sensacyjnie wygrał Grand Prix Monako. Później stanął na drugim stopniu podium Grand Prix Trypolisu oraz odniósł zwycięstwo w wyścigu Avusrennen. Ostatni raz stanął na podium w Coppa Ciano (drugie miejsce). W kolejnym wyścigu, Coppa Acerbo doszło do wypadku. Ferrari Francuza wypadło z toru i wpadło w obroty. Moll zmarł w krótkim czasie po katastrofie.